# مسرح ياباني

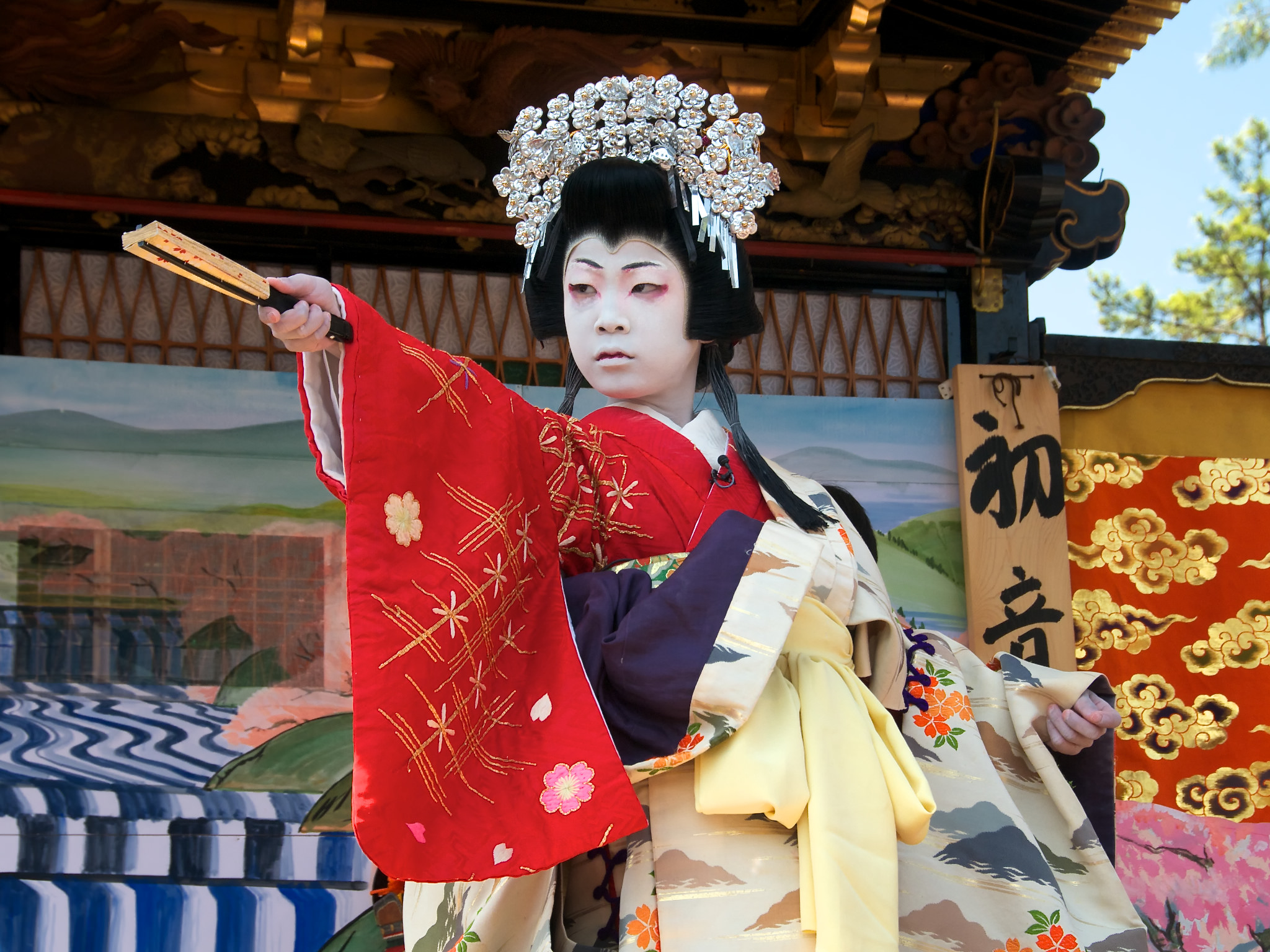

هناك أربع أنواع من المسارح اليابانية التقليدية ولا تزال تؤدى حتى الآن وهي نو، كيوغن، بونراكو، كابوكي.

## نو
مسرح نو هو من أقدم المسارح المحترفة الموجودة في العالم وهو فن مسرحي يعتمد على الرقص والموسيقى.

## كيوغن
مسرح كيوغن وهو فواصل مسرحية هزلية مكلمه لادا مسرح نو ويقدم مسرح كيوجين فقرات ساخرة حول الإنسان كما كان يفعل القصاصون الآسيويون.

## بونراكو
وهو مسرح له مكانه فريدة في عالم المسرح الياباني حيث أن أداء الدمى تم قبوله على قدم المساواة مع الدراما التقليدية.

## كابوكي
يعد واحد من أكبررر
```
موروثات المسرح الياباني التقليدي. بدأ مسرح الكابوكي في بدايات 
القرن السابع عشر
.
```